# بنجامين إي. باول
بنجامين إي. باول (بالإنجليزية: Benjamin E. Powell)‏ هو أمين مكتبة أمريكي، ولد في 28 أغسطس 1905 في Sunbury, North Carolina ‏ في الولايات المتحدة، وتوفي في 11 مارس 1981.